# Royal Mews

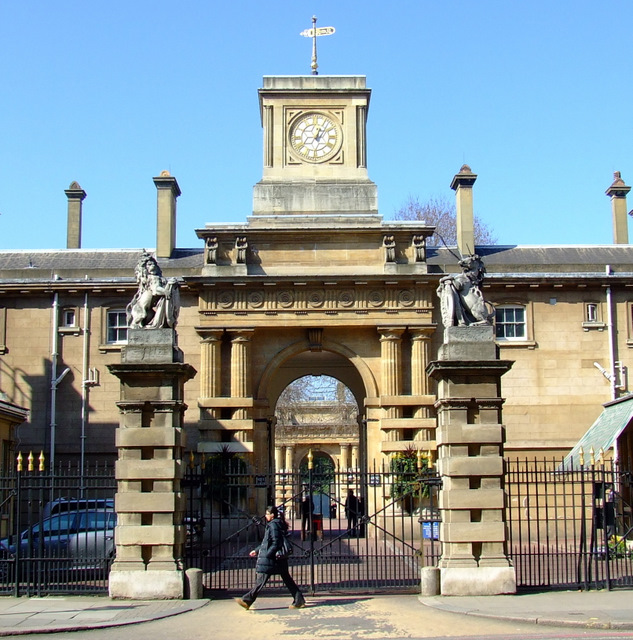
Wejście do Royal Mews

The Royal Mews to stajnie, czyli zbiór stajni jeździeckich brytyjskiej rodziny królewskiej. W Londynie stajnie te i kwatery stajennych znajdowaly się w dwóch miejsca, najpierw po północnej stronie Charing Cross, a następnie (od lat dwudziestych XIX wieku) na terenie Pałacu Buckingham.
Royal Mews w Pałacu Buckingham obejmuje obszerną wystawę królewskich powozów i innych powiązanych przedmiotów i jest otwarty dla publiczności przez większą część roku. Jest to również część robocza pałacu, w której znajdują się konie oraz mieszkają i pracują ludzie, a także gdzie na co dzień używane są powozy i samochody wspierające pracę króla jako głowy państwa.

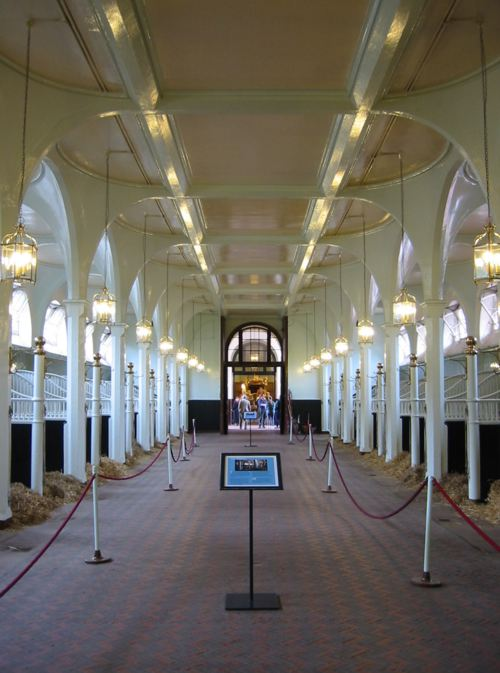
Stajnie w Royal Mews

Obecne Royal Mews znajduje się na terenie Pałacu Buckingham, na południe od Ogrodów Pałacu Buckingham, w pobliżu Grosvenor Place.
W latach sześćdziesiątych XVIII wieku Jerzy III przeniósł część swoich codziennych koni i powozów na teren Buckingham House, który nabył w 1762 r. Obecne Royal Mews zostały zbudowane według projektów Johna Nasha i zostały ukończone w 1825 roku. Od tego czasu budynki stajni zostały gruntownie zmodyfikowane.
Oprócz tego, że Royal Mews jest miejscem pracy w pełnym wymiarze godzin, jest regularnie otwarte dla publiczności. Przechowywane są tam karoce królewskie i inne powozy, a także około 30 koni oraz ich nowoczesne odpowiedniki, samochody królewskie. Woźnice, stajenni, szoferzy i pozostała załoga kwaterowana jest w mieszkaniach nad powozowniami i stajniami.

## Powozy królewskie i państwowe
Kilka powozów przechowywanych w Mews jest tutaj przedstawionych w akcji; kilka innych jest zilustrowanych na ich własnych stronach (patrz lista poniżej).
- Złota Karoca

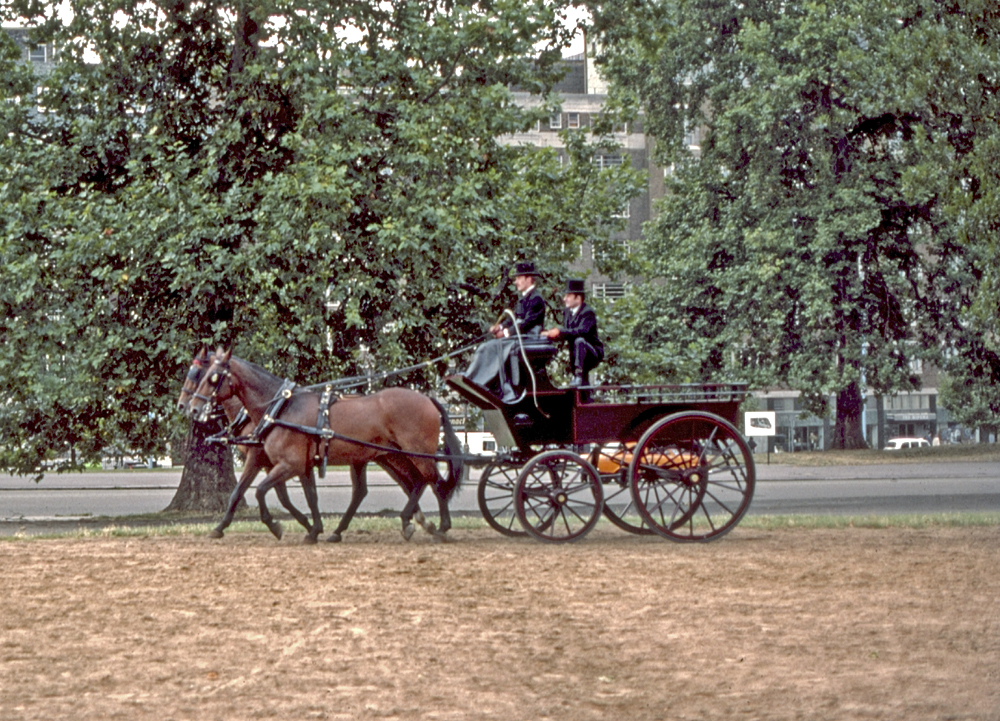
Powóz Brakes jest regularnie używany do treningu i ćwiczeń koni powozowych, jak widać tutaj w Hyde Parku.

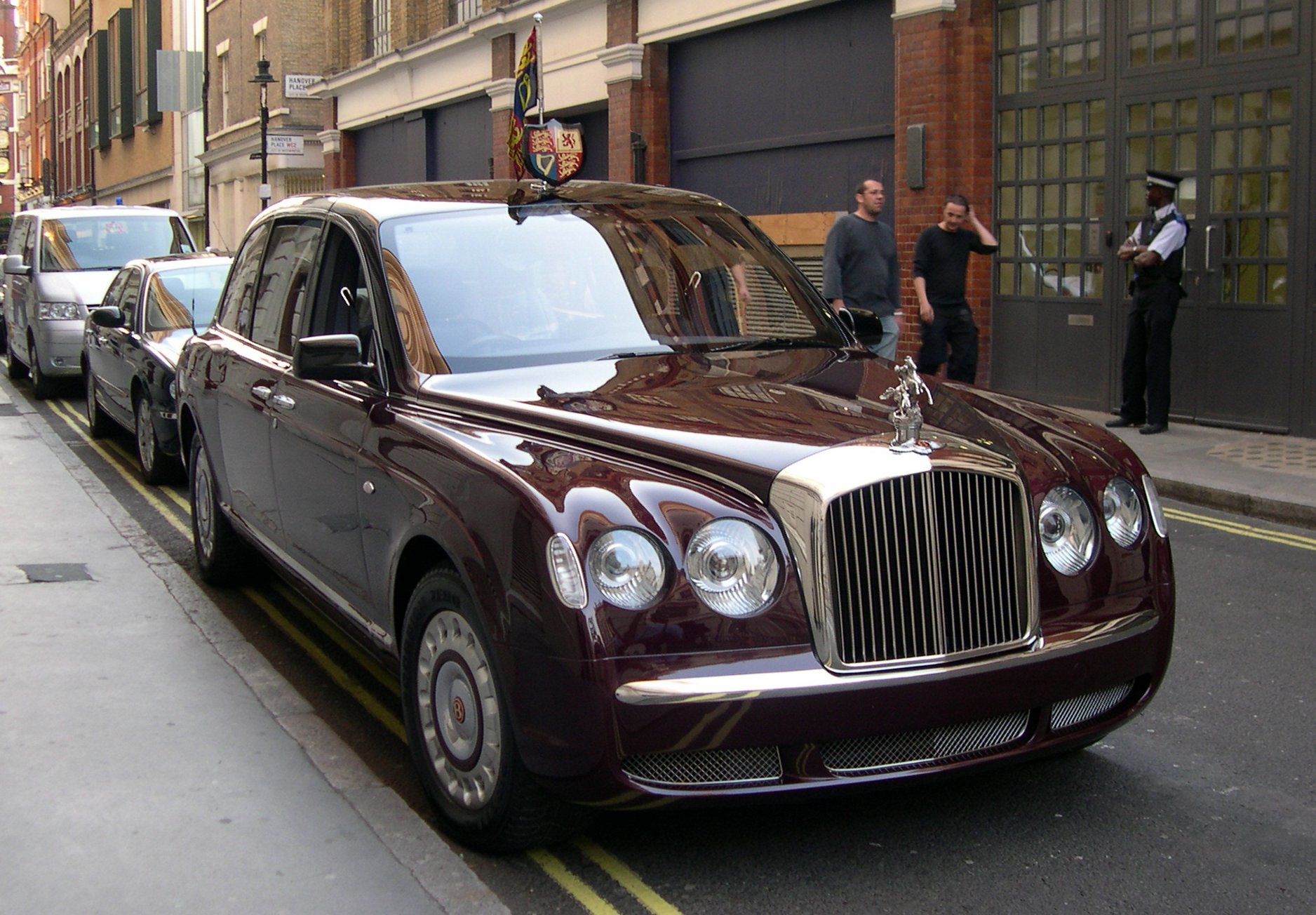
Stanowa limuzyna Bentley z 2002 roku

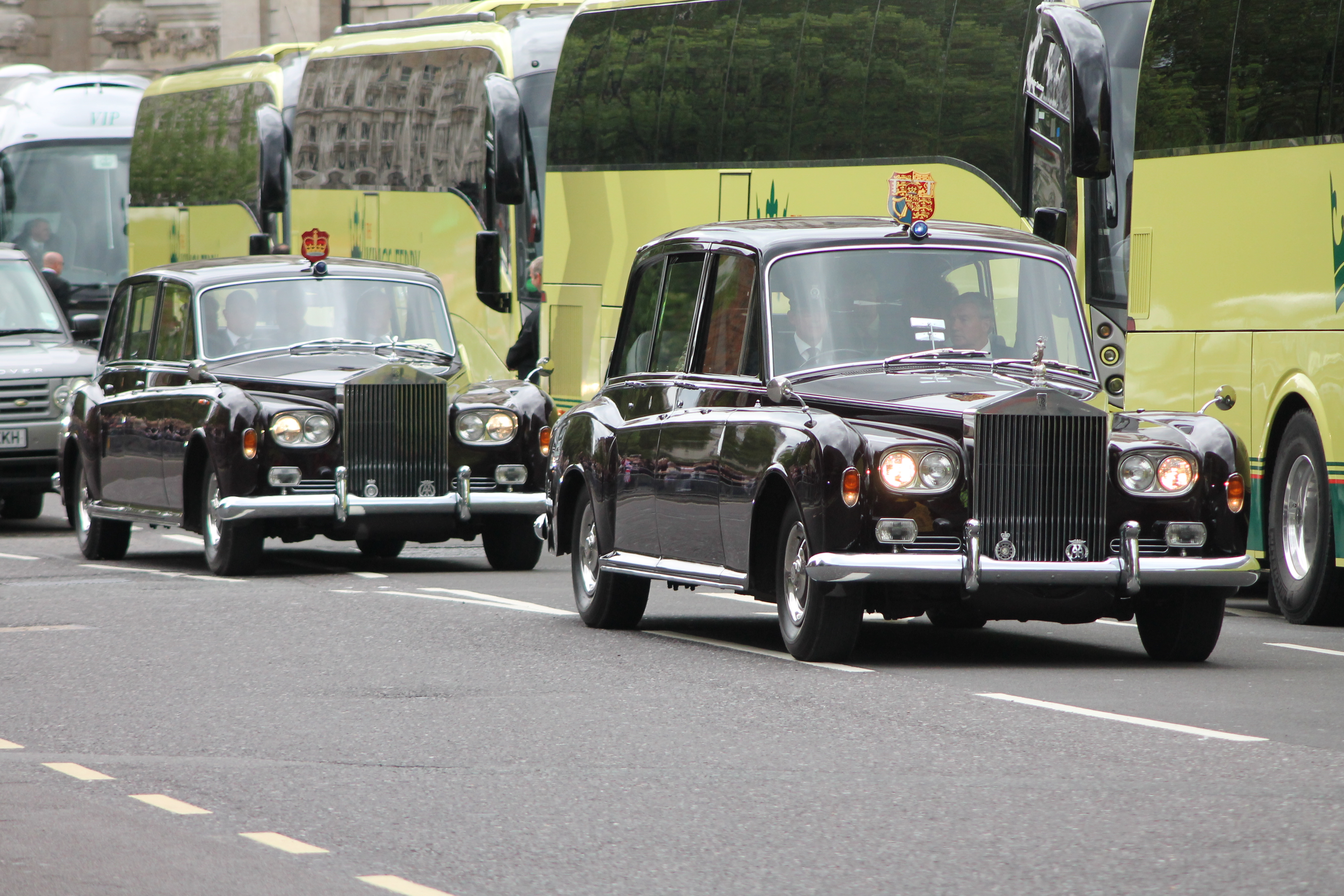
Limuzyny Rolls-Royce Phantom VI z 1986 (po lewej) i 1978 (po prawej)

Wszystkie samochody rodziny królewskiej (w przeciwieństwie do pojazdów do użytku prywatnego) są pomalowane kolorem bordowym (określanym jako Royal Claret), a następnie czarnym. Są prowadzadzone i utrzymywani przez wielu szoferów, którzy mieszkają w Mews i pracują pod kierownictwem głównego szofera (który wraz ze swoim zastępcą jest przede wszystkim odpowiedzialny za prowadzenie samochodu króla).
Pięć głównych samochodów królewskich nie ma tablic rejestracyjnych. Obejmują one:
- Dwie limuzyny Bentley State (podarowane królowej Elżbiecie II w 2002 roku z okazji jej Złotego Jubileuszu).
- Dwie limuzyny Rolls-Royce Phantom VI: 1978 Silver Jubilee Phantom VI i 1986 Phantom VI, obie prawie identyczne na zewnątrz, z wyjątkiem nieco wyższego dachu w przykładzie z 1978 roku (patrz zdjęcie).
- Rzadki Rolls-Royce Phantom IV z 1950 roku z nadwoziem firmy HJ Mulliner &amp; Co., pierwszy egzemplarz tego modelu; został wyposażony w automatyczną skrzynię biegów w 1955 roku.

### Inne pojazdy rodziny królewskiej

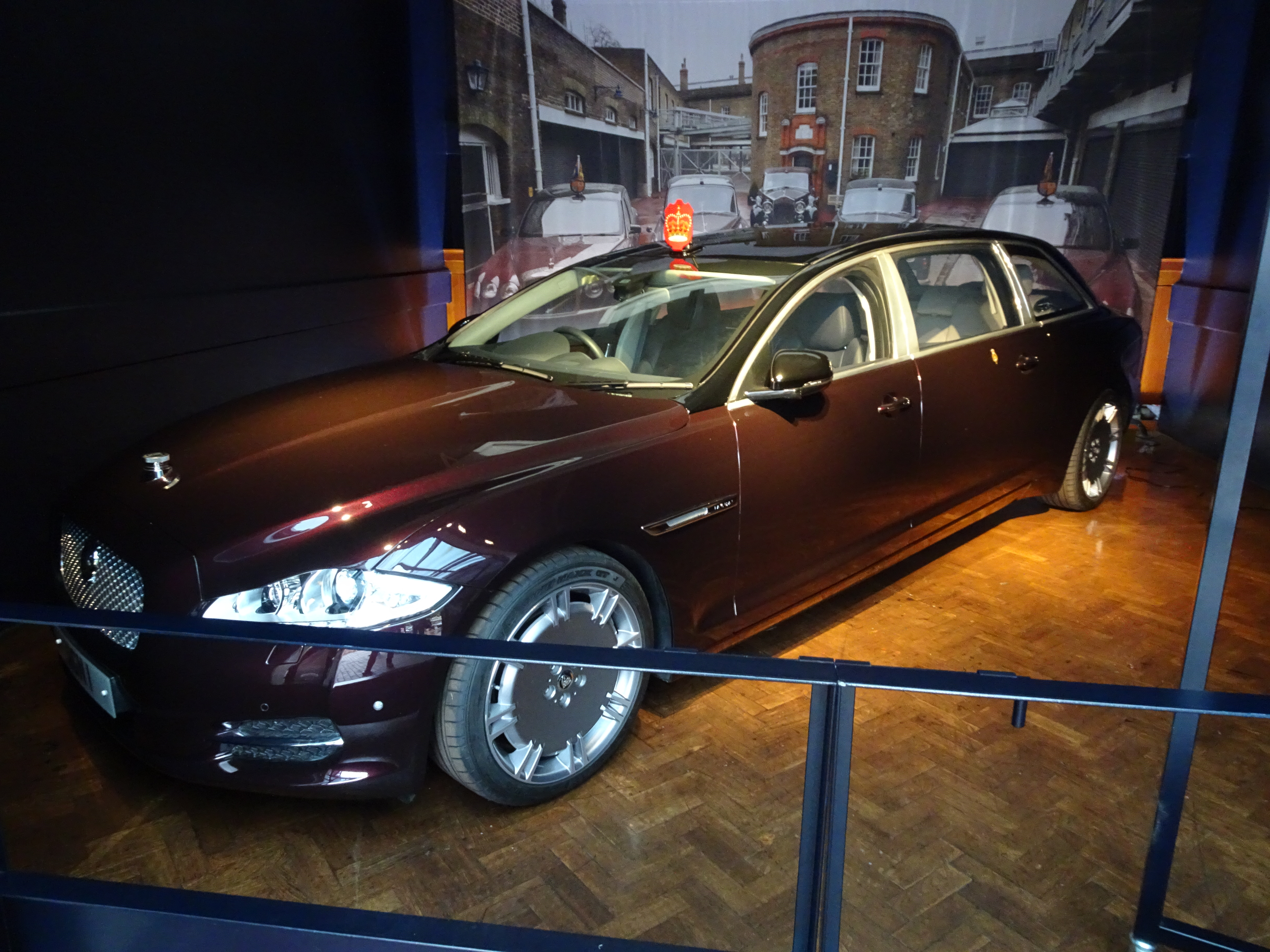
Limuzyna Jaguar XJ z 2012 roku

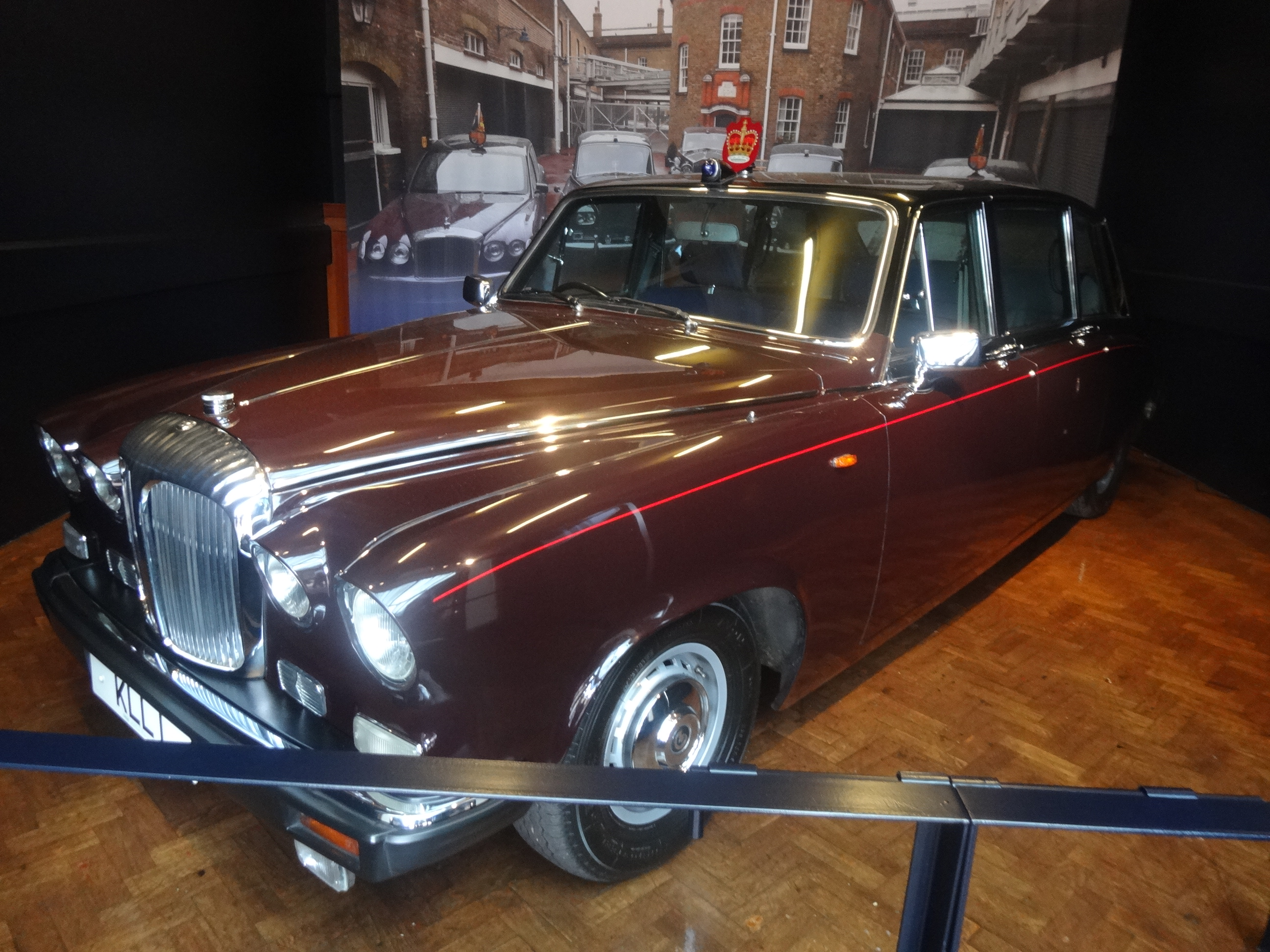
Limuzyna Daimler DS420 (KLL1)

Limuzyny używane przy mniej formalnych okazjach oraz jako pojazdy pomocnicze:
- Dwie limuzyny Jaguar XJ z 2012 r. (tablice rejestracyjne NGN 1 i NGN 2).
- trzy c. 1992 limuzyny Daimler DS420 (numery rejestracyjne KLL1, K326EHV i F728OUL).
- Karawan państwowy